# Le persone normali non hanno niente di eccezionale
Le persone normali non hanno niente di eccezionale (Les gens normaux n'ont rien d'exceptionnel) è un film del 1993 diretto da Laurence Ferreira Barbosa.

## Riconoscimenti
- Premi César 1994: miglior promessa femminile (Valeria Bruni Tedeschi)
- Festival di Mons 1994: Cœur d'or du Jury des Jeunes Européens